# Dobrik (Ukrajina)
Dobrik (ukrajinsky Добрік,  maďarsky Dobrikdűlő) je vesnice v solotvinské venkovské komunitě v tačivském okresu Zakarpatské oblasti Ukrajiny. V roce 2001 zde žilo 1106 obyvatel, z toho 98,28% obyvatel bylo rumunské národnosti.